# Louisiana Hayride

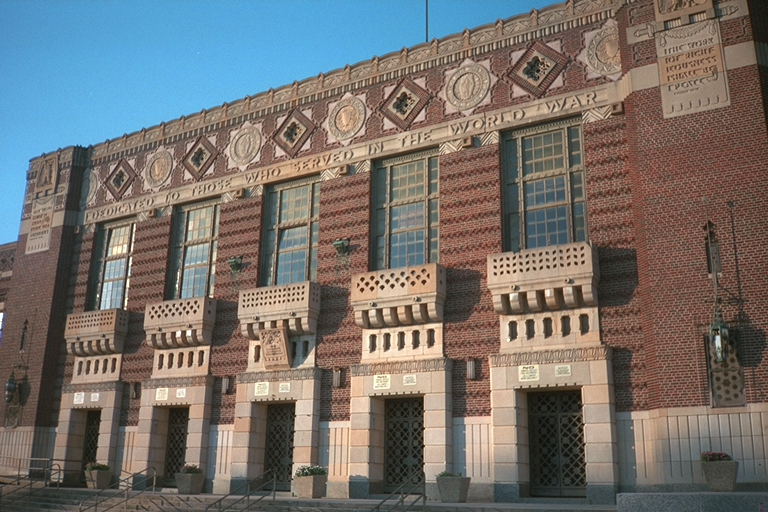
Shreveport Municipal Memorial Auditorium

Louisiana Hayride var ett radioprogram som senare började sändas som TV-program med fokus på countrymusik från Shreveport Municipal Memorial Auditorium i Shreveport, Louisiana, som under sin storhetstid åren 1948-1960 lanserade många amerikanska artister.
Elvis Presley uppträdde i radioversionen av programmet 1954 och gjorde sitt första TV-framträdande där den 3 mars 1955.

## Artister som medverkat i Louisiana Hayride
| - Betty Amos - Jack Anglin - Bailes Brothers - Benny Barnes - Ray Belcher - Carl Belew - Dudley Bernard - Bill Black - Eddy Bond - Brad & Jerry - The Browns - Vin Bruce - Gary Bryant - Roy Burks - Bill Carlisle - Johnny Cash - Zeke Clements - Jeff Dale - Jimmie Davis - Tibby Edwards - Werly Fairburn - Pete Fontana - Tillman Franks - Bob Gallion - Marshall Grant - The Gays | - Cliff Grimely - Roy Hendrix - Jeanette Hicks - Goldie Hill - Tommy Hill - Hoot & Curley - Johnny Horton - David Houston - Sonny James - Jimmy & Johnny - Jerry Johnson - George Jones - Grandpa Jones - Oakie Jones - Jack Kay - Merle Kilgore - Hank Locklin - Horace Logan - Bob Luman - Maddox Brothers and Rose - Emory Martin - Jimmy Martin - Johnny "Country" Mathis - Paul Mims - Scotty Moore | - Bill Nettles - Jimmy C. Newman - James O'Gwynn - Jimmy Osborne - Frank Page - Leon Payne - Luther Perkins - Charlie "Sugartime" Phillips - Webb Pierce - Elvis Presley - Jim Reeves - Donn Reynolds - Jack Rhodes - Rice Brothers - Gene Rodique - Dido Rowley - Tommy Sands - Johnny Sea - Shelton Brothers - Bob Shelton - Joe Shelton - Eddy Sims - Margie Singleton - Harmie Smith - Roy Sneed | - Bob Stegall - Red Sovine - Charlie Stokley - Nat Stuckey - Tommy Thomlinson - Tommy Trent - Billy Walker - Don Warden - Kitty Wells - Slim Whitman - Wilburn Brothers - Slim Willet - Audrey Williams - Hank Williams - Bob Wills - Kitty Wilson - Smiley Wilson - Mac Wiseman - Ginny Wright - Johnnie Wright - Richard Yates - Faron Young - York Brothers |